# Jesse Dudás
Jesse Dudás (St. Albert, Alberta, 1988. március 31. –) kanadai születésű magyar válogatott jégkorongozó, jelenleg a DVTK Jegesmedvék játékosa.

## Pályafutása
Jesse Dudás alacsonyabb osztályú kanadai csapatokban kezdte a pályafutását. 2009 és 2014 között kisebb egyesült államokbeli csapatokban, majd 2014 és 2016 között a DVTK Jegesmedvékben játszott, amellyel magyar bajnokságot nyert (2015). 2017 és 2019 között a MAC Újbuda játékosa volt, amellyel magyar bajnokságot nyert (2018). 
2019. április 1-én a DVTK Jegesmedvék játékosa lett újra, így visszatérve Miskolcra, már a Szlovák Tipsport ligában erősíti a gárdát.